# خیگانته، اویلا
خیگانته (اویلا) (به اسپانیایی: Gigante, Huila) یک سکونتگاه مسکونی در کلمبیا است که در بخش اویلا واقع شده‌است.